# Рицерка-Гурна
Рицерка-Гурна (пол. Rycerka Górna) — село в Польщі, у гміні Райча Живецького повіту Сілезького воєводства.
Населення — 1545 осіб (2011).
У 1975—1998 роках село належало до Бельського воєводства.

## Географія
Селом протікає річка Рицерка.

## Демографія
Демографічна структура станом на 31 березня 2011 року:
|          | Загалом | Допрацездатний вік | Працездатний вік | Постпрацездатний вік |
| -------- | ------- | ------------------ | ---------------- | -------------------- |
| Чоловіки | 767     | 158                | 533              | 76                   |
| Жінки    | 778     | 171                | 423              | 184                  |
| Разом    | 1545    | 329                | 956              | 260                  |